# 昂杜耶
昂杜耶（法語：Andouillé，法語發音：[ɑ̃duje]）是法国马耶讷省的一个市镇，位于该省中部略偏西，属于拉瓦勒区。

## 地理
昂杜耶（48°10'34"N, 0°47'6"W）面积36.54 平方千米，位于法国卢瓦尔河地区大区马耶讷省，该省份为法国西北部内陆省份，北起芒什省和奧恩省，西接伊勒-维莱讷省，南至曼恩-卢瓦尔省，东临萨尔特省。
与昂杜耶接壤的市镇（或旧市镇、城区）包括：圣日耳曼勒纪尧姆、圣日尔曼当克叙尔、萨塞、蒙弗卢尔、马耶讷河畔圣让、圣日耳曼勒富尤、圣旺德图瓦、拉巴科尼耶尔、沙扬、拉比戈蒂耶尔。

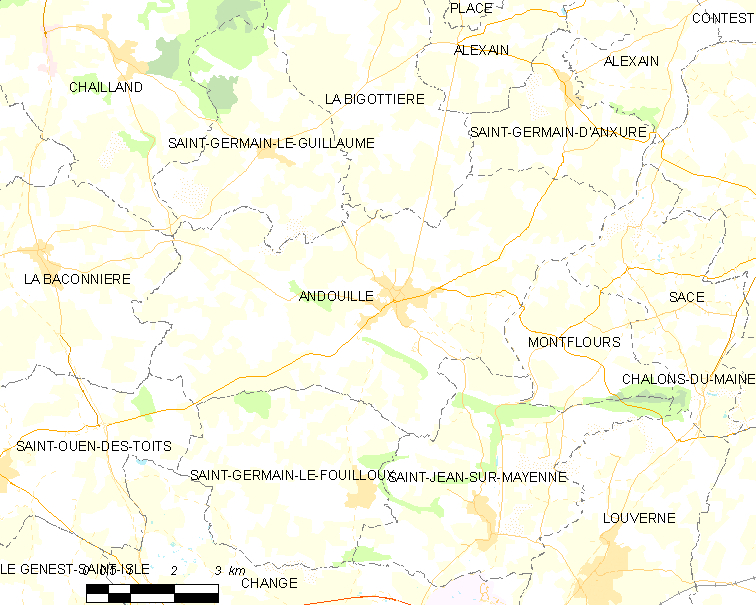
昂杜耶的OSM定位图

昂杜耶的时区为UTC+01:00、UTC+02:00（夏令时）。

## 行政
昂杜耶的邮政编码为53240，INSEE市镇编码为53005。

## 政治
昂杜耶所属的省级选区为埃尔内县。

## 人口

1962-2008年间昂杜耶人口变化图示

昂杜耶于2022年1月1日时的人口数量为2324人。